# Alfred Reiter
Alfred Reiter (geboren Dezember 1965 in Augsburg) ist ein deutscher Opernsänger der Stimmlage Bass. Er ist seit 2008 Ensemblemitglied der Oper Frankfurt und gastiert weltweit in Opernhäusern und Konzertsälen.

## Leben und Werk
Reiter studierte – nach abgeschlossenem Kirchenmusikstudium – Gesang an der Hochschule für Musik und Theater in München. 1993 wurde er Mitglied des Opernstudios an der Bayerischen Staatsoper, wo er unter anderem von Astrid Varnay unterrichtet wurde. Auch studierte er privat bei Hans Hotter.
Es folgten Engagements am Hessischen Staatstheater in Wiesbaden und am Staatstheater Nürnberg. An diesen Häusern konnte sich der Sänger ein breites Repertoire erarbeiten, welches von Monteverdi über Mozart, Beethoven, Verdi, Wagner und Puccini bis zu Werken der Gegenwart reicht. 1996 debütierte er als Hans Schwarz und Titurel bei den Bayreuther Festspielen und sang dort unter Leitung von so unterschiedlichen Dirigentenpersönlichkeiten wie Daniel Barenboim, Christoph Eschenbach, Giuseppe Sinopoli und Christian Thielemann. Den Titurel übernahm er auch – unter Leitung von Sir Simon Rattle – am Royal Opera House Covent Garden in London. An der Wiener Staatsoper debütierte er 2001 als Fafner, sang dort aber auch den Titurel und sechsmal den Sarastro. Weitere Gastspiele führten ihn nach Stuttgart, Aix-en-Provence, Salzburg, Genf und Cleveland.
2002 gab der Künstler sein Operndebüt in den Vereinigten Staaten und sang an der San Francisco Opera den Timur (in Turandot) und den Frère Bernard (in Saint François d'Assise). Im selben Jahr  debütierte er erfolgreich als Gurnemanz in Cardiff. Diese Partie übernahm er auch in Genf, Leipzig und Frankfurt. 2004 sang er den Hunding – dirigiert von Iván Fischer – in Brüssel, Budapest, London, Paris und Valencia, 2005 den König Marke in Genf, später auch in Cardiff und Köln. 
Seit 2008 ist Alfred Reiter Ensemblemitglied der Oper Frankfurt, wo er auch in Raritäten auftritt, konnte aber seine Gastspiele an anderen Häusern fortsetzen. 2010 bestritt er die Uraufführung von Jens Joneleits Metanoia an der Staatsoper im Schiller Theater in Berlin, dirigiert von Daniel Barenboim, inszeniert von Christoph Schlingensief. 2013 und 2014  verkörperte er den Sarastro, seine Paraderolle, am Spiel am See bei den Bregenzer Festspielen – in einer Inszenierung von David Pountney. 2017 wirkte er in der bejubelten Uraufführung der Oper Der Mieter in Frankfurt mit, inszeniert von Johannes Erath, dirigiert von Kazushi Ōno.
Alfred Reiter ist auch ein gefragter Konzertsänger. Er sang unter der musikalischen Leitung von Christoph Eschenbach in Hamburg und London, von Wolfgang Sawallisch in New York und Philadelphia, von Frans Brüggen und Howard Griffiths in Zürich, von Ivor Bolton in Salzburg, von Stefan Soltesz in London, von Christoph von Dohnanyi in Los Angeles, von Philippe Herreweghe in Amsterdam, Berlin, Brüssel, Luzern und Utrecht, von Michael Gielen, Ingo Metzmacher und Jeffrey Tate in Berlin sowie von Ulf Schirmer und Franz Welser-Möst in München. Er übernimmt die klassischen Bass-Partien in Messen, Oratorien und Orchesterwerken, beispielsweise in Beethovens Missa solemnis.

## Rollen (Auswahl)

### Uraufführungen
- 2010: Metanoia von Friedrich Nietzsche, René Pollesch und Jens Joneleit – Staatsoper im Schiller Theater, Regie: Christoph Schlingensief, Dirigent: Daniel Barenboim
- 2017: Der Mieter von Roland Topor und Arnulf Herrmann (Libretto: Händl Klaus) – Oper Frankfurt, Regie: Johannes Erath, Dirigent: Kazushi Ōno, als Herr Zenk

### Repertoire
| Beethoven: - Rocco im Fidelio Berg: - Doktor in Wozzeck Berlioz: - Narbal in Les Troyens Debussy: - Arkel in Pelléas et Mélisande Monteverdi: - Seneca in L’incoronazione di Poppea Mozart: - Il Commendatore in Don Giovanni - Sarastro in Die Zauberflöte Puccini - Colline in La Bohème - Il Talpa in Il tabarro - Simone in Gianni Schicchi |  | Richard Strauss: - Ochs auf Lerchenau in Der Rosenkavalier - Truffaldin in Ariadne auf Naxos - Graf Waldner in Arabella - La Roche in Capriccio Strawinsky: - Father Truelove in The Rake’s Progress Verdi: - Jörg in Stiffelio - Sparafucile Rigoletto - Pistola in Falstaff Wagner: - Hans Schwarz und Veit Pogner in Die Meistersinger von Nürnberg - König Marke in Tristan und Isolde - Fafner und Fasolt in Das Rheingold - Hunding in Die Walküre - Titurel und Gurnemanz in Parsifal |

## Wettbewerb
- 1993: Erster Preis beim Wettbewerb der Strauss-Gesellschaft München